# Раде Вельович
Раде Вельович (серб. Rade Veljović / Раде Вељовић, нар. 9 серпня 1986, Белград) — сербський футболіст, що грав на позиції нападника.

## Клубна кар'єра
Народився 9 серпня 1986 року в місті Белград. Розпочав займатись футболом у клубі «Обреновац 1905», з якого потрапив до академії «Црвени Звезди».
У дорослому футболі дебютував 2004 року виступами за команду «Єдинство» (Уб), в якій провів два сезони, взявши участь у 51 матчі чемпіонату. Більшість часу, проведеного у складі убського «Єдинства», був основним гравцем атакувальної ланки команди. Після цього виступав у інших клубах Сербії «Напредак» (Крушевац) і «Вождовац».
У грудні 2008 року підписав контракт з румунським клубом «ЧФР Клуж», але нападнику не вдалося завоювати місце в основі. Свій єдиний матч за клуб він провів 2 травня 2009 року у Лізі І, вийшовши на заміну на 79-й хвилині замість Дієго Руїса в матчі проти столичного «Динамо» (0:1). Тому з літа серб на правах оренди грав в румунських командах «Уніря» (Алба-Юлія) і «Тиргу-Муреш», а у першій половині 2011 року також на правах оренди виступав за «Борац» (Баня-Лука), з яким виграв титул чемпіона Боснії і Герцеговини.
Влітку 2011 року Вельович повернувся на батьківщину, де грав за клуби «Явор» (Іваниця), «Смедерево» та «Вождовац», а завершив ігрову кар'єру у нижчоліговій команді «Радник» (Сурдулиця), за яку виступав протягом 2015 року.

## Виступи за збірну
Протягом 2008—2009 років залучався до молодіжної збірної Сербії. У її складі був учасником молодіжного чемпіонату Європи 2009 року у Швеції, де серби не змогли вийти з групи. Вельович залишився на лаві запасних у першій грі проти Італії (0:0), у другій грі проти Білорусі (0:0) він вийшов на заміну на 82-й хвилині замість Любомира Фейса, тоді як у третій грі проти господарів, збірної Швеції (1:3), він вийшов у стартовому складі, але був замінений у перерві на Милана Вилотича. Всього на молодіжному рівні зіграв у 8 офіційних матчах.

## Титули і досягнення
- Чемпіон Боснії і Герцеговини (1):

«Борац» (Баня-Лука): 2010/11